# Internationaal Handelscentrum
Het Internationaal Handelscentrum (Engels: International Trade Center, afgekort ITC) (Frans: Centre du commerce international, CCI) is een multilateraal agentschap dat een gezamenlijk mandaat heeft met de Wereldhandelsorganisatie (WTO) en de Verenigde Naties (VN) via de VN-Conferentie inzake Handel en Ontwikkeling (Engels: United Nations Conference on Trade and Development, UNCTAD). Het hoofdkantoor van het ITC is gevestigd in Genève, Zwitserland.

## Geschiedenis
ITC is de opvolger van het Internationaal Handels en Informatie Centrum (Engels: International Trade Information Centre, afgekort ITIC), dat de Algemene Overeenkomst betreffende tarieven en handel (Engels: General Agreement on Tariffs and Trade (GATT) in 1964 oprichtte om de export van ontwikkelingslanden te ondersteunen.  Tussen de GATT en de nieuw opgerichte UNCTAD werd in 1967 een overeenkomst bereikt om een gemeenschappelijke dochteronderneming op te richten. Het Internationaal Handelscentrum (International Trade Centre, ITC) werd opgericht op 1 januari 1968 middels Resolutie 2297 van de VN. De ITC heeft een gezamenlijk mandaat met de Wereldhandelsorganisatie (Engels: World Trade Organization, WTO) en de Verenigde Naties (VN) via de UNCTAD. De ITC is het centrale punt voor handel gerelateerde technische bijstand. 

## Programma's
Het ITC is betrokken bij projecten die technische bijstand verlenen in landen over de hele wereld.

## Leiding

### Uitvoerend Directeur
ITC had sinds zijn oprichting in 1964 zes uitvoerend directeuren. Twee keer in de geschiedenis was de functie vacant: begin jaren zeventig en begin jaren negentig.
De uitvoerend directeur van ITC is een hoge internationale ambtenaar van de Verenigde Naties met het rang van assistent-secretaris-generaal. De uitvoerend directeur van het ITC en de plaatsvervangend uitvoerend directeur worden benoemd door de hoofden van de twee moederorganisaties: de directeur-generaal van de WTO en de secretaris-generaal van de UNCTAD. 
| Naam                                | Aanvang | Einde |
| ----------------------------------- | ------- | ----- |
| Herbert L. Jacobson                 | 1964    | 1971  |
| vacant                              | 1971    | 1975  |
| Victor E. Santiapillai              | 1975    | 1979  |
| Padinjarethalakal Cherian Alexander | 1979    | 1981  |
| Goran Engblom                       | 1981    | 1992  |
| vacant                              | 1992    | 1994  |
| J. Denis Bélisle                    | 1994    | 2006  |
| Patricia Francis                    | 2006    | 2013  |
| Arancha Gonzalez                    | 2013    | 2020  |
| Dorothy Tembo (ad interim)          | 2020    | 2020  |
| Pamela Coke-Hamilton                | 2020    |       |

## Financiering
Het werk van de ITC wordt gefinancierd door bijdragen van de particuliere sector en middelen die worden verstrekt door begunstigde landen en internationale organisaties.